# اسپندارها
اِسپَندارها (نام علمی: Cereus) نام یک سرده از تبار اسپندارتباران است.
این کاکتوس‌ها شکلی ستون‌وار و گاه قلمی مانند شمع دارند و به همین خاطر به آن‌ها Cereeae گفته شده که از واژه لاتینی cēreus به معنی شمع باریک آمده‌است.
کاکتوس‌های کشیده و مخروطی در این سرده قرار دارند. این جنس از کاکتوس‌ها در مناطق سردسیری در فضای گلخانه‌ها قابل حفاظت و نگهداری می‌باشند. این گیاهان به دلیل خارهای گزنده و حساسیت‌زا ایجاد مشکل می‌کنند پس در منازل از دسترس بچه‌ها دور نگه دارید. جنس سرئوس پایه‌های مناسبی برای پیوند هستند به طوری که بعضی از آنها (لمایرو سرئوس: پایه نقره ای، تریکو سرئوس: پایه خیاری و …)را با نام پایه نقره ای و خیاری و … می‌شناسند مامیلاریا از جمله کاکتوس‌های کوچک و ریز هستند که گل دهی منظم هر ساله دارند. این کاکتوس بسیار کوچک و دارای فرم دایره‌ای کوچک هستند گیاه لی توپس که به کاکتوس شباهت دارد عیناً شبیه یک تخته سنگ است که از وسط آن یک گل خارج شده‌است (شبه کاکتوس).